# فری دانلود منیجر

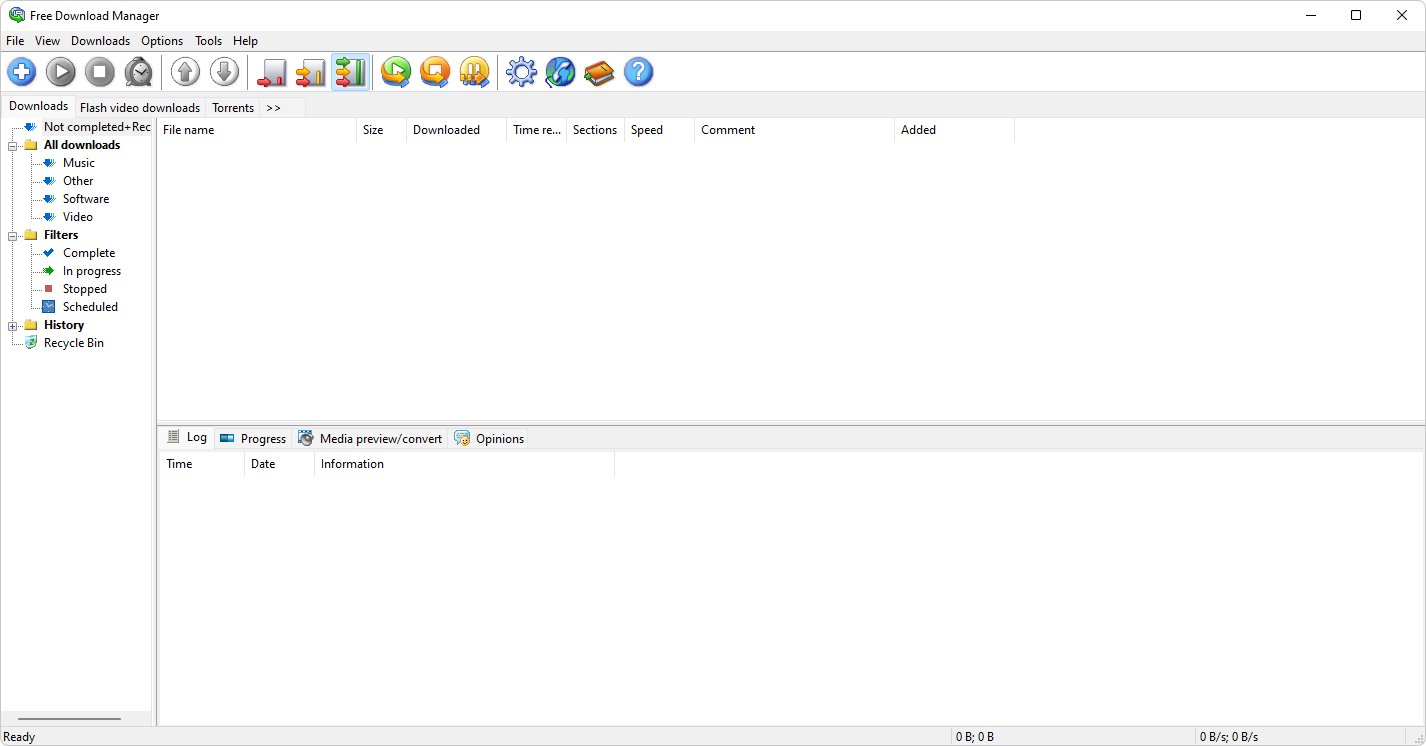
نماگرفت از نرم‌افزار فری دانلود منیجر نسخه ۳.۹.۷

فری دانلود منیجر (به انگلیسی: Free Download Manager) نرم‌افزاری رایگان، آزاد و متن‌باز است برای سیستم‌عامل ویندوز، مک‌اواس، لینوکس و اندروید.
اف‌دی‌ام قبلاً نرم‌افزاری انحصاری بود ولی با انتشار نسخهٔ ۲٫۵ از آن متن‌باز گردید.

## قابلیت‌ها
- ترجمه‌ها به زبان‌های مختلف
- رابط کاربری تب‌های مختلفی جهت دسترسی به قابلیت‌های مختلفی که برنامه دارد فراهم آورده
- نمایش اطلاعات دانلود که هر کدام شامل روند پیشرفت برنامه، پیش‌نمایش پرونده، نظر سایر کسانی که این پرونده را دانلود کرده‌اند و نمایش گزارشی از وضعیت اتصالات
- جعبه‌ای جهت انداختن دانلودهای جدید در فری دانلود منیجر
- پشتیبانی از دانلود اچ‌تی‌تی‌پی و اف‌تی‌پی
- پشتیبانی از دانلود خوشه‌ای برای دانلود مجموعه‌ای از پرونده‌ها
- پشتیبانی از بیت‌تورنت
- پشتیبانی از فراپیوند برای بارگیری آسان از آیینه‌های یک پرونده
- دانلود ویدئوهای فلش از سایت‌هایی مانند یوتیوب
- ادامه‌دادن دانلودهای شکسته در صورت حمایت کارساز پرونده
- بارگیری با سرعت‌های متفاوت با سه راه قابل تغییر سبک، متوسط و سنگین
- واردسازی فهرستی از دانلودها
- دانلود از راه دور از اینترنت

### تب‌ها
- Downloads - این نقطه مرکزی برنامه است، که به‌طور ساده یک دانلود منیجر است. کاربرها می‌توانند پوشه‌هایی درست کنند که پرونده‌ها از نوع مشخص در آنجا منتقل شوند.
- Flash video downloads - این قابلیت به کاربران کمک می‌کند که پرونده‌های FLV را از یوتیوب، گوگل ویدئو و خیلی از وب‌سایت‌های دیگر.
- Torrents - اجازه بارگیری پرونده‌های تورنت را می‌دهد.
- Scheduler - کاربران می‌توانند فهرست از وظایفی که می‌بایست در زمان مشخصی انجام شوند را ایجاد و مدیریت کنند. وظایف شامل اجرای برنامه‌های خارجی، شروع و متوقف‌کردن دانلودها و خاموش‌کردن رایانه به همهٔ شیوه‌های مختلف می‌باشد.
- Site Explorer - این قابلیت یک کلایت اف‌تی‌پی است.
- Site Manager - این قابلیت اجازه می‌دهد که کاربران برا فری دانلود منیجر مشخص کنند که چگونه با سایت‌های مختلف مشخصی برخورد کند، از قبیل اطلاعاتی که برای هویت‌سنجی نیاز است (نام کاربری و گذرواژه)، چه تعداد اتصال به صورت همزان به یک سایت وصل شود.
- HTML Spider - این قابلیت اجازه می‌دهد که فری دانلود منیجر یک سایت را به صورت کامل (یا تا جایی که کاربر تعیین دانلود می‌کند) دانلود و ذخیره کند.

### نرم‌افزارهای حمایت شده
فری دانلود منیجر از این مرورگرها حمایت می‌کند:
- اینترنت اکسپلورر
- گوگل کروم
- اپرا
- فایرفاکس
- نت‌اسکیپ
- اپل سافاری
- سی‌مانکی